# T-money

可以使用T-money的地區

T-money（韓語：티머니 (기업)）是一種在韓國首爾及鄰近城市使用的公共交通智能卡系統。使用非接觸式智能卡設計，基本卡售價為3,000韓圆，需另外增值；在首爾市內的便利店、7-11、首爾地鐵各車站票務處等地發售及增值。 本智慧卡系統由韓國智慧卡公司負責營運與發行，該公司由首爾市政府34.4%控股、LG CNS 31.85%控股以及信用卡聯盟15.71%控股。

## 使用範圍

### 交通
- 首都圈電鐵
  - 首爾交通公社（舊：首爾地下鐵、首爾特別市都市鐵道公社）
  - 仁川交通公社
  - 韓國鐵道公社廣域電鐵
  - 仁川國際機場鐵道
  - 首爾地鐵9號線
- 釜山都市鐵道
  - 釜山交通公社
  - 釜山－金海輕電鐵
  - 韓國鐵道公社廣域電鐵東海線
- 大邱都市鐵道
- 光州都市鐵道
- 大田都市鐵道
- 市內巴士（朝鲜语：시내버스）
  - 首爾特別市
  - 仁川廣域市
  - 釜山廣域市
  - 蔚山廣域市
  - 世宗特別自治市
  - 京畿道
  - 忠清道
  - 全羅北道
  - 慶尚南道
  - 江原道 (南)
  - 全羅南道（珍島、莞島除外）
  - 慶尚北道（軍威、盈德、英陽、青松除外）
  - 大邱廣域市
  - 濟州特別自治道
  - 大田廣域市
- KAL Limousin Bus
- 的士

### 電子貨幣加盟店
- 車站構內
  - 自動販賣機
  - 手機充電器
- 便利店 ※首爾市等一部分
  - GS25
  - CU（舊FamilyMart）
  - 7-Eleven
  - Ministop
- Natuur 冰淇淋連鎖店
- 教保文庫
- 樂天世界
- 網吧 ※只限T-Money加盟店
- 網上商場 ※只限T-Money加盟店
- KT公共電話
- 首爾市內主要觀光設施入場費
- 首爾市內公營、民營停車場 ※一部分
- 首爾市、冠岳區各種證明書、發行費用支付
- 南山1、3號隧道擁擠通行費支付等

## 卡片種類

### 標準卡
T-money卡價格為2,500 - 4,000韓圓。可以在鐵路站，銀行櫃員機，便利店以及位於公共汽車站附近的信息亭進行購買和充值。自助充值機設置在首爾和釜山鐵道站內。
在2014年，T-money的「一卡通用」版正式推出。 這有「一卡通用」的標誌以及和相比普通的T-money在卡內有略有不同的系統。在2016年3月，T-money的「一卡通用」版被主要的零售商接受，高速巴士及城際的一些公交路線，快速公路收費站，韓國鐵道公社火車站，所有的地鐵系統以及除了金海市之外的所有公交系統。

### 優惠卡
優惠卡推出了兩種，一種是青年 (年齡為13-18)。另一個兒童(年齡為7-12)。兩者皆需要在購買時出示如青年卡或學生證等身份證明文。優惠卡必須在首次使用後10天內在互聯網進行註冊登記。註冊時需要提供卡號，國民身份證號或外國人註冊號。用户可自T-mobile网站下载申请所需文件清单， 年長市民可享有免費交通，如持有身分證明文件也可在地鐵站的售票機購買免費票。

### T-money交通配件
也有更小、更耐用、附繩以便掛於手機上的T-money卡，售價約為6000至8000韓圓。也有內含T-money晶片的手錶、玩偶、MP3播放器、隨身碟、戒指及手環等。

### 相關卡
- 定期票 (정기권)：為首爾和仁川地鐵的月票。
- T-money Mpass：與首爾市公車合作，單日最多可搭乘大眾交通工具二十次。
- Seoul Citypass Plus：同為T-money卡，於觀光景點有額外優惠。
- Mobile T-money：为一种提供T-money 服务的 NFC SIM卡。 用户可自Google Play或其通讯服务商处获取T-money流动应用程式

### 其他
- eB卡(eBest Card), 曾用于京畿道与仁川市  已停止发行。
- Sensepass T-money, 前称Topcash T-money, 曾于庆尚南道与庆尚北道（安东市除外）发售，无法与T-money 标准卡完全通用。
- 项目卡, 曾于大田广域市发售，为T-money 的新品牌形象。
- POP卡, 曾于GS25便利店发售，是为装载GS积分与Happy Point彩票卡功能的新款T-money卡片。
- Narasarang卡，由新韩银行和NMD/MMA发行。这是一张支持K-Cash的借记卡，具有POP卡功能。此卡只发给ROTC军官和大韩民國國軍士兵，包括美國陸軍附編韓軍。

## 歷史
- 2004年4月22日：通過在Hi Seoul Festival的公開投票，新交通卡的名稱確定為T-Money。
- 2004年6月14日：可使用T-Money的終端機已經裝設於地鐵和巴士上。由於新型終端機被發現有許多錯誤，有意見認為應該延期新公共交通系統（朝鲜语：2004년 서울특별시 버스 개편）的試行。
- 2004年7月1日：首爾特別市啟用新型公共交通系統。但是由於第一天系統出錯，全部公共交通免費開放。
- 2004年11月1日：開始販賣Smart T-Money。
- 2004年11月10日：慶尚北道安東市市內巴士啟用T-Money。
- 2005年10月1日：慶尚北道浦項市市內巴士啟用Top T-Money（朝鲜语：탑티머니），同步啟用T-Money。
- 2005年10月16日：仁川廣域市市內巴士啟用T-Money。
- 2005年11月1日：濟州特別自治道市內巴士、機場巴士啟用T-Money。
- 2005年12月6日：啟動智能T-Money網上加值服務。
- 2006年11月13日：京畿道內市內巴士啟用T-Money。
- 2007年3月1日：大田廣域市交通卡由Visa Cash Korea營運的事業權被T-Money的營運商韓國智能卡公司（朝鲜语：티머니 (기업)）收購。
- 2007年6月1日：忠清南道天安市、牙山市市內巴士啟用T-Money。
- 2007年7月1日：慶尚北道浦項市將Top T-Money（朝鲜语：탑티머니）更改為T-Money。
- 2007年7月1日：京畿道內村巴啟用T-Money。
- 2007年8月10日：開始販賣首爾Citypass Plus智能T-Money卡。
- 2007年11月1日：江原道原州市（包括橫城郡）市內巴士啟用T-Money。
- 2008年2月3日：首爾特別市的機場巴士啟用T-Money。
- 2008年3月25日：韓國智能卡（朝鲜语：티머니 (기업)）、EB卡（朝鲜语：이비카드）、Mybi（朝鲜语：Mybi）3間公司共同制定韓國交通卡終端機的技術標準。
- 2008年5月1日：京畿道內市外巴士、機場巴士啟用T-Money。
- 2009年1月1日：江原道江陵市市內巴士啟用T-Money。
- 2009年1月10日：釜山廣域市市內巴士與釜山都市鐵道啟用T-Money。
- 2009年1月10日：全羅南道木浦市、麗水市、光陽市市內巴士啟用T-Money。
- 2009年6月1日：隨著保寧市交通卡引入換乘制，忠清南道內市內巴士啟用T-Money。
- 2009年6月4日：韓國智能卡（朝鲜语：티머니 (기업)）與Cardnet（朝鲜语：대경교통카드）之間簽訂交通卡兼容協議。
- 2009年6月8日：江原道江陵市內便利店啟用T-Money加值服務。
- 2009年9月1日：蔚山廣域市市內巴士啟用T-Money。
- 2010年2月1日：全羅北道市內巴士啟用T-Money。
- 2010年5月1日：榮州市市內巴士與市外巴士啟用T-Money。
- 2010年10月1日：順天市市內巴士啟用T-Money。
- 2010年12月1日：昌原市市內巴士啟用T-Money。
- 2011年1月1日：金泉市與龜尾市市內巴士啟用T-Money。
- 2011年2月14日：大田廣域市市內巴士（朝鲜语：대전광역시의 시내버스）、大田都市鐵道與甲川都市高速公路（朝鲜语：갑천도시고속도로）啟用T-Money，同時由Visa Cash Korea發行的Hankkumi卡（朝鲜语：한꿈이카드）停產，由智能T-Money卡取代。
- 2011年3月10日：江原道春川市市內巴士啟用T-Money。
- 2011年5月21日：釜山-金海-梁山之間實施互相廣域換乘制，梁山市市內巴士啟用T-Money。
- 2011年6月17日：忠清北道內市內巴士啟用T-Money。
- 2011年8月16日：大邱廣域市與慶山市市內巴士與大邱都市鐵道啟用T-Money。
- 2011年9月1日：慶尚北道尚州市、聞慶市市內巴士實施交通卡系統並引入T-Money。
- 2011年11月25日：Popcard（朝鲜语：팝카드）發布。
- 2012年5月11日：晉州市市內巴士啟用T-Money。
- 2012年6月：大田廣域市公共單車Tashu（朝鲜语：타슈）啟用T-Money。
- 2012年7月1日：慶尚北道醴泉郡農村巴士實施交通卡制的同時引入T-Money。
- 2012年7月26日：2011年起至2012年7月25日為止，KTLTE終端機已預先安裝cashbeeapplet，但由於技術原因只能使用USIM卡。隨著技術問題解決，開始發行預裝T-Money applet的USIM卡[2]
- 2012年8月1日：全羅南道高興郡農村巴士實施交通卡制的同時引入T-Money。
- 2012年8月24日：在釜山廣域市釜山鎮區釜田洞（朝鲜语：부전동 (부산)）西面站設置釜山顧客中心[3]。
- 2012年12月27日：發表公共交通安心卡[4]。
- 2013年4月1日：世宗特別自治市市內巴士由原來Mybi（朝鲜语：마이비카드）改為T-Money[5]。
- 2013年12月11日：慶尚北道義城郡農村巴士實施交通卡制的同時引入T-Money。
- 2014年1月1日：慶尚北道蔚珍郡、全羅南道康津郡、求禮郡農村巴士實施交通卡制的同時引入T-Money。
- 2014年1月1日：全羅南道咸平郡農村巴士啟用T-Money。
- 2014年6月21日：為了配合國土交通部推行的「One card, All pass」政策，推出全國通用的T-Money、推行Popcard。
- 2014年11月1日：慶尚北道安東市市內巴士將Top T-Money（朝鲜语：탑티머니）更改為T-Money。
- 2014年11月1日：作出即使不是主要使用地域仍可互換支付金額，並累積T里程[6]
- 2014年11月29日：釜山交通公社釜山都市鐵道可進行站內交通卡無人加值機為T-Money加值。
- 2014年12月30日：韓國道路公社的高速公路通行費用啟用T-Money支付。
- 2014年12月30日：韓國鐵道公社鐵路車站售票處啟用T-Money購買乘車券[7]
- 2015年4月30日：廢除Minus服務。
- 2016年1月30日：江原道[8]、光州廣域市市內巴士與光州都市鐵道啟用T-Money[9]
- 2016年8月25日：推出CU附屬T-Money[10]。
- 2016年12月16日：全羅南道谷城郡、靈光郡、長興郡農村巴士啟用T-Money。
- 2017年3月8日：慶尚南道金海市市內巴士啟用T-Money。
- 2025年7月22日：支持 Apple Pay 交通卡，不过目前仅支持使用韩国发行的银行卡进行充值。

## 外部連結
- T-money官方網站（韓語）（页面存档备份，存于）以及（英語）（页面存档备份，存于）
- 首爾城市通行證（页面存档备份，存于）
- T-Money 首尔文化网
- Hankkumi card官方網站（页面存档备份，存于）